# 松平豊子
松平 豊子（まつだいら とよこ、1913年〈大正2年〉12月22日 - 1999年〈平成11年〉12月26日）は、松平一郎の夫人。　徳川宗家第18代当主の徳川恒孝の母。

## 経歴
徳川宗家の屋敷があった千駄ヶ谷徳川宗家17代・家正の長女として生まれる。1935年（昭和10年）12月に、近衛歩兵第1連隊除隊直後の松平一郎と結婚した。戦中は、御殿場で食べ物にも苦労する疎開生活を送る（その間、夫の一郎は当時銀行員として駐在していたカリフォルニアで抑留を受け、各地の収容所を転々としていた）。その際、結核のため御殿場の別邸で療養していた秩父宮雍仁親王と親交があり、食料をもらったり車を拝借していた。

## 子女
- 父：徳川家正 - 徳川宗家第17代当主、貴族院議長、外交官。嫡男の家英早世後に外孫の恒孝と養子縁組を結び養父となる。
- 母：徳川正子 - 島津忠義の十女
  - 兄：家英（1912年（明治45年）1月11日 - 1936年（昭和11年）9月28日）[注釈 1]
  - 妹：敏子（上杉隆憲夫人）
  - 妹：順子（保科光正夫人）[5]
- 夫：松平一郎（松平容保の六男松平恆雄、鍋島直大の四女信子の長男）
  - 長男：松平恒忠（日本航空ロンドン支店長[6]、日本フィンランド文化友好協会会長[7]）
  - 次男：徳川恒孝（徳川宗家第18代当主、日本郵船副社長）
    - 孫：徳川家広（徳川宗家第19代当主、政治経済評論家）
    - 孫：徳川典子 - 德川記念財団学芸員[8]。

  - 三男：松平恒和（KDDI常務）

## 著書
- 『春は昔 徳川宗家に生まれて』　文春文庫、2013年